# صندوق الاقتراحات

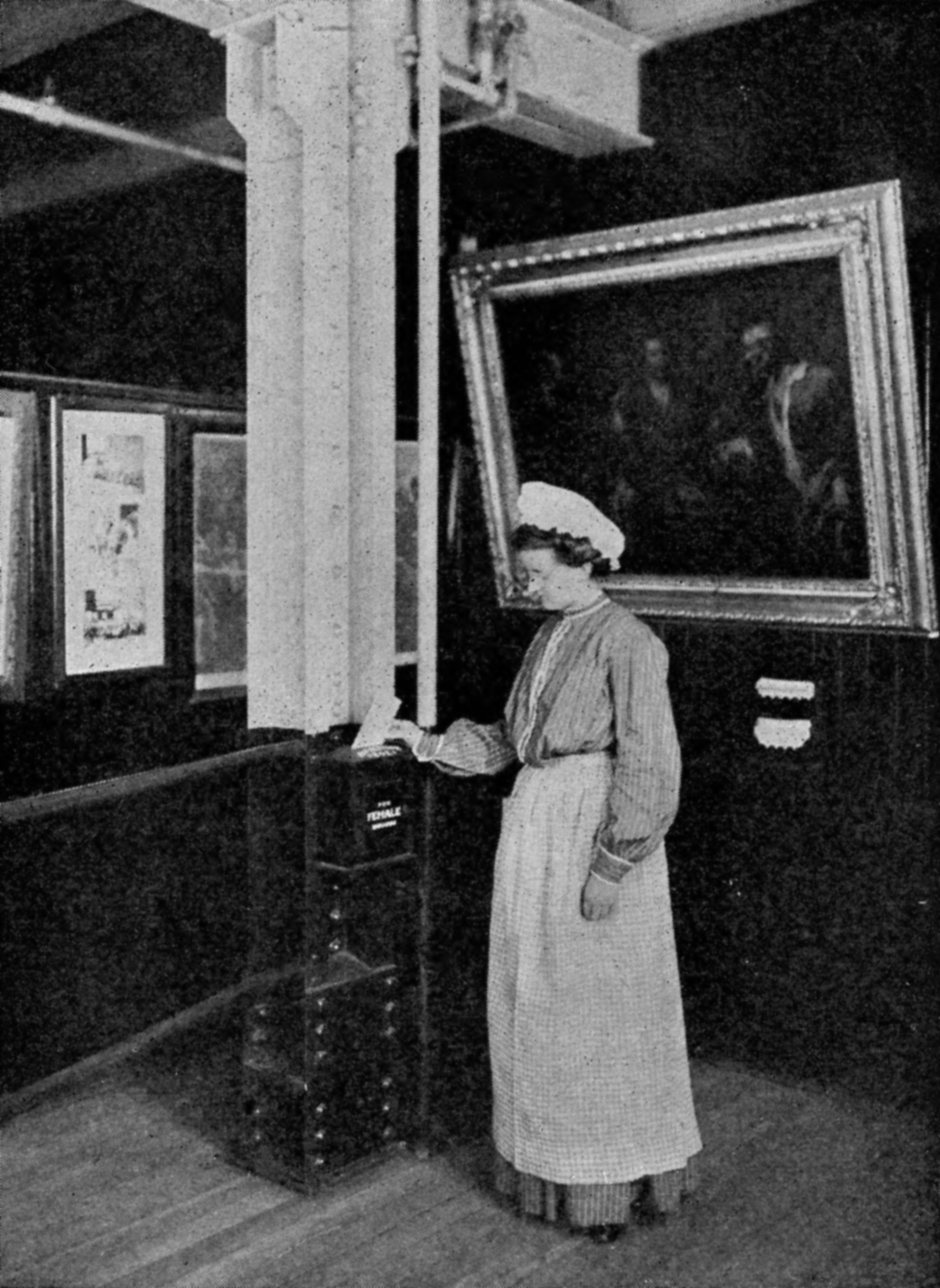

يستخدم صندوق الاقتراحات لجمع القصاصات الورقية مع مدخلات من العملاء والمستفيدين من مؤسسة معينة. توجد صناديق الاقتراحات أيضًا داخليًا، داخل منظمة، مثل وسائل الحصول على رأي الموظف.

## التاريخ
قدم دانيال فورهيس، عضو مجلس الشيوخ الأمريكي من ولاية إنديانا، صندوق الاقتراحات لأول مرة في عام 1890م. أشار فورهيس إلى هذا المربع باسم «صندوق الالتماسات». تمامًا مثل صندوق الاقتراحات، قدم هذا مساحة للأمريكيين لتقديم ملاحظاتهم. تُصوِّر الصورة الموجودة على اليسار صندوق الاقتراحات المستخدم أثناء الحرب العالمية الثانية في الأربعينيات. شجعت الحكومة الفيدرالية عمال المصانع على ترك اقتراحات حول كيفية زيادة الكفاءة والإنتاجية. لى مدار السنوات، اشتملت الاختلافات في هذه الطريقة على نماذج الملاحظات الورقية التي يمكن إرسالها عبر البريد العادي، مثل «نحن نقدر مدخلاتك» أو «كيف كانت الخدمة اليوم؟» بطاقات موجودة في بعض المطاعم؛ التماس تقديم تعليقات عبر الهاتف، مثل استطلاع طوعي في نهاية معاملة مع مركز اتصال، أو حتى دعوة على إيصال متجر مطبوع للاتصال وإكمال استطلاع رضا العملاء (يُعرض أحيانًا مع خصم على المنتج)؛ أو وضع نماذج الملاحظات على موقع المؤسسة على الويب.
يحتوي مربع الاقتراحات الخاص بتعليقات العملاء التي تتجاوز نقطة خدمة عادية على العديد من الفوائد. توفر صناديق الاقتراحات درجة معينة من عدم الكشف عن هويته من الشخص أو الخدمة التي قد ينتقدها العميل. وبالتالي تقديم ملاحظات أكثر صراحة وانفتاحًا. تزيد التعليقات المجهولة من فرص الحصول على بيانات أبحاث السوق الدقيقة وتحسين العلاقات مع العملاء.
و ثم اكتسبت الأيديولوجية الكامنة وراء صندوق الاقتراحات زخمًا وتم إدخالها في إعدادات الشركة. ستستخدم الإدارة التعليقات الموجودة في المربع لتقييم ثقافة مكان العمل. تبنت الشركات منذ ذلك الحين إصداراتها الخاصة من نموذج الالتماس هذا لتناسب احتياجاتها بشكل أفضل.
الإصدارات الحديثة:
تم استبدال الصندوق المادي، كصندوق بريد، بشكل إلكتروني للاتصال؛ مثل أنظمة الخدمة البريدية تم استبدالها، في العقد الأول من القرن الحادي والعشرين، بالبريد الإلكتروني. لا تزال الوظيفة التقليدية، «الحصول على تعليقات وأسئلة وطلبات إضافية»، موجودة كطلب: جمع المعلومات مع المدخلات من العملاء والمستفيدين من مؤسسة معينة، أو وسائل الحصول على مدخلات الموظف.
خلال هذا العصر من التكنولوجيا سريعة الحركة، لا يمكن لصندوق الاقتراح المادي مواكبة ذلك ببساطة. في بعض السياقات، يكون مربع الاقتراحات الحديث عبارة عن صفحة ويب ذات نموذج مجهول، على سبيل المثال المراجعات عبر الإنترنت والتعليقات الرقمية المجهولة وبرامج اقتراح الموظفين ومواقع مراجعة الموظفين مثل إنديد. في سياقات أخرى، تحول إلى نظام كامل لتتبع المشكلات، والذي يسمح بالميزات الرئيسية التالية (كان ذلك مستحيلًا مع مربعات الاقتراحات الكلاسيكية القديمة):
- قم بتخزين اقتراحات السجل بالكامل في قاعدة بيانات: يتلقى كل اقتراح «رقم تذكرة»، ويتم تخزين نموذج اقتراح مفصل؛
- اسمح للمستخدم والشركة بمراقبة الحالة على التوجيه الخاص بك: تتلقى كل بطاقة حالة تتغير بتقدمها في ملاحظات الاختبار أو حل المشكلة.

يمكن أن يكون تشغيل برنامج الاقتراحات مستفيدًا تقريبًا فيما يتعلق بمزيد من الشفافية والتواصل الواضح والمباشر وحلقة ملاحظات أكثر فعالية.
التعهيد الجماعي للموظفين:
يمكن أن يكون جمع آراء الموظفين باستخدام صندوق الاقتراحات مثمرًا أيضًا، لا سيما في البيئات المعرضة للتفكير الجماعي وداخل ثقافة الشركة التي تلتزم بعقلية «أطلق النار على الرسول». ومع ذلك، كما هو الحال مع استخدام نماذج الاقتراحات المجهولة من الجمهور، فإن السماح بالتعليقات غير الموقعة قد يضحي بالمساءلة ويجعل نظام التعليقات عرضة للإساءة. يمكن لأصحاب العمل أيضًا جمع آراء الموظفين من خلال طرح الأسئلة وجمع آراء الجميع دون الكشف عن هويتهم من خلال التعهيد الجماعي. باستخدام معرفة الموظف، من المعروف أن تقنيات التعهيد الجماعي تعزز «الابتكارات الجديدة»
يمكن أن يساعد تسجيل الاقتراحات الواردة في قاعدة البيانات في تتبع أي اتجاهات. بينما تحافظ بعض الأنظمة على خصوصية الاقتراحات، فإن بعض الأنظمة تجعل الاقتراحات عامة، مما يسمح للآخرين بتأييد الاقتراح بدلاً من إنشاء اقتراح مشابه. يسمح نظام التصويت هذا للمنظمين برؤية ما هو مقترح بسرعة. يشبه إلى حد كبير صندوق الاقتراحات الذي يسمح للموظفين بإعطاء الأفكار، يقيس التعهيد الجماعي الداخلي للشركة آراء الموظفين حول الأفكار أو الاقتراحات.